# Van Dyke (botanica)
[[File:|thumb|Esposizione di]]
Van Dyke è una cultivar di mango originaria della Florida.

## Storia
L'albero originale probabilmente crebbe da un seme piantato negli anni '30 del Novecento sul terreno della signora Madeline Van Dyke a Miami. Per decenni la varietà che ha originato Van Dyke è stata ignota, sebbene nel 2005 un'analisi del pedigree abbia indicato che la Haden sia stata probabilmente la progenitrice. L'albero cominciò a fruttificare negli anni '40 e fu ritenuto abbastanza valido commercialmente da venir propagato durante gli anni '50. Entro il 1955 il vivaio dei "Flagg Brothers" ne aveva vendute diverse centinaia di alberi. Quello stesso anno Van Dyke fu presentato al Florida Mango Forum per essere valutato.
A Van Dyke fu riconosciuta una qualità del frutto ottima e una colorazione del frutto di tipo superiore; alcune limitate piantagioni commerciali cominciarono ad apparire negli anni '60 e aumentarono nei due decenni seguenti. Il suo potenziale commerciale in Florida fu considerato limitato in seguito, a causa delle dimensioni relativamente piccole del frutto, e la sua suscettibilità a marciumi interni, ma Van Dyke in seguito fu introdotto in Brasile e in Africa orientale ed ebbe successo commerciale, venendo esportato in Europa.
Oggi Van Dyke in Florida è ancora venduto come pianta da vivaio per la coltivazione casalinga, ed è coltivato su piccola scala commerciale. Alberi di Van Dyke sono piantati nella collezione del deposito di germoplasma dell'USDA a Miami, Florida, nell'University of Florida's Tropical Research and Education Center a Homestead, e al Miami-Dade Fruit and Spice Park, anch'esso a Homestead.

## Descrizione
Il frutto ha una forma ovale con una base arrotondata e un apice smussato. La maggior parte dei frutti contengono anche un piccolo becco laterale. Essi pesano in media meno di mezzo chilo a maturità, con l'epidermide di un chiaro e uniforme giallo unito a un deciso e luminoso colore rosso. La polpa è gialla con pochissima fibra, ed ha un aroma e un sapore ricchi e dolci. Contiene un seme monoembrionico. Il frutto in Florida, generalmente, matura tra giugno e luglio è la produttività è considerata buona. Van Dyke è moderatamente resistente alle infezioni fungine.
Gli alberi di Van Dyke sono vigorosi con chiome aperte e larghe.